# Desfile da Vitória de Moscou de 1945
O Desfile do Dia da Vitória de Moscou de 1945 (em russo: Парад Победы, Parad Pobedy) foi realizado pelas Forças Armadas da União Soviética para celebrar sua vitória sobre a Alemanha Nazista. O mais longo e maior desfile militar já realizado na Praça Vermelha da capital russa, ele envolveu 40.000 militares do Exército Vermelho e 1.850 veículos militares e outros equipamentos militares.  O desfile durou pouco mais de duas horas em um dia chuvoso de 24 de junho de 1945, mais de um mês depois de 9 de maio, o dia da rendição da Alemanha aos comandantes soviéticos.

## As ordens de Stalin para a realização do desfile
O desfile foi encomendado por Josef Stalin em 22 de junho de 1945, por meio da Ordem nº 370 do Gabinete do Supremo Comandante em Chefe das Forças Armadas da URSS:
Ordem do Comandante Supremo em Chefe, Forças Armadas da URSS e correspondente Comissário do Povo para a Defesa Nacional
Para marcar a vitória sobre a Alemanha na Grande Guerra Patriótica, ordeno um desfile de tropas do Exército, da Marinha e da Guarnição de Moscou, a Parada da Vitória, em 24 de junho de 1945, na Praça Vermelha de Moscou. Os regimentos combinados de todas as frentes marcharão no desfile, um regimento combinado do Comissariado do Povo para a Defesa Nacional, a Marinha Soviética, academias e escolas militares, e tropas da Guarnição de Moscou e do Distrito Militar. Meu representante, marechal da União Soviética Gueorgui Júkov, será o inspetor da parada. O marechal Konstantin Rokossovski comandará a parada em si. Confio ao Coronel Pavel Artemiev os preparativos e a supervisão da organização do desfile, devido às suas capacidades simultâneas como Comandante-Geral do Distrito Militar de Moscou e Comandante encarregado da Guarnição da Cidade de Moscou.
22 de junho de 1945. Ordem nº 370.

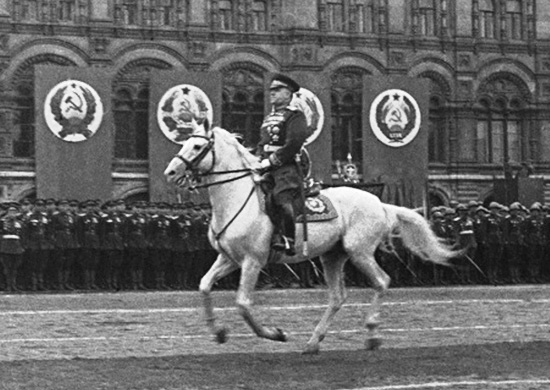
Montando o garanhão Ídolo, o Marechal Gueorgui Júkov inspecionou as tropas durante o desfile

 Esta ordem foi precedida por outra carta do General do Exército Aleksei Antonov, Chefe do Estado-Maior Geral das Forças Armadas Soviéticas, dirigida no dia 24 do mês anterior a todas as frentes em ação. 
Ordem às Frentes que participarão do Desfile da Vitória
O Comandante Supremo das Forças Armadas ordenou que:
1. Para que a frente participe do desfile da cidade de Moscou em comemoração à vitória sobre a Alemanha, cada frente será representada por um regimento combinado que será criado entre elas.
2. O seguinte padrão formará o regimento da frente combinada da seguinte forma:
- 5 batalhões de duas companhias com 100 homens por companhia (10 esquadrões de 10 homens cada) serão a base, acompanhados por:
  - 19 oficiais de comando da frente
  - Um comandante regimental
  - Dois comandantes regimentais adjuntos para exercícios e cerimônias e treinamento político, respectivamente
  - Um chefe de gabinete regimental
  - 5 comandantes de batalhão
  - 10 comandantes de companhia
  - 36 porta-bandeiras e 4 oficiais de escolta.

No total, o regimento será composto por 1.059 homens ativos e 10 reservas adicionais.
3. Um regimento combinado para o desfile terá as seguintes companhias:
- 6 companhias de infantaria
- 1 companhia de artilharia
- 1 empresa de tanques
- 1 companhia aérea
- e 1 companhia combinada (composta de cavaleiros, sapadores e sinaleiros, respectivamente).

4. As companhias presentes serão tripuladas de modo que os oficiais de patente média comandem os esquadrões, que são então compostos por soldados e sargentos.
5. O regimento combinado será armado no seguinte padrão no desfile:
- 3 companhias de infantaria com rifles,
- 3 companhias de infantaria com submetralhadoras,
- a companhia de artilharia com carabinas penduradas,
- a companhia de tanques e a companhia aérea ambas armadas com pistolas,
- e a cavalaria combinada, os sinalizadores e a companhia de sapadores também com carabinas penduradas e sabres para os cavaleiros presentes.

6. Os comandantes da Frente e todos os comandantes, incluindo os comandantes do exército aéreo e de tanques, chegarão a Moscou para o desfile.
7. Em 10 de junho deste ano, o regimento combinado da frente chegará a Moscou com 36 cores de combate de unidades selecionadas da Frente que são as mais distintas em ação, e todos os estandartes inimigos capturados, qualquer que seja o número, selecionados para serem carregados no desfile propriamente dito.
8. O uniforme de gala completo será emitido em Moscou para uso no desfile pela equipe do regimento.
24 de maio de 1945

### Treinamento do desfile
Os preparativos intensivos para o desfile ocorreram no final de maio e início de junho em Moscou. O ensaio preliminar do Desfile da Vitória ocorreu no Campo de Aviação Central, e o ensaio geral na Praça Vermelha em 22 de junho.
O Marechal Gueorgui Júkov, que aceitara formalmente a rendição alemã à União Soviética, foi o principal homenageado na parada. Juntamente com o Marechal Konstantin Rokossovski, eles percorreram a parada montando garanhões branco e negro, respectivamente. O fato é comemorado pela estátua equestre de Júkov em frente ao Museu Histórico do Estado, na Praça do Manege. O garanhão de Júkov era chamado Ídolo (em russo:  Кумир; Kumir). O Secretário Geral do Partido Comunista da União Soviética, Stalin, permaneceu no topo do Mausoléu de Lenin e assistiu ao desfile ao lado de outros dignitários presentes.
De acordo com algumas edições das memórias de Júkov, Stalin pretendia desfilar ele mesmo, mas ele caiu do cavalo durante o ensaio e teve que ceder a honra a Júkov, que costumava ser um oficial de cavalaria. No entanto, esta história é contestada pelo ex-espião soviético Viktor Suvorov. Ele afirma que a história foi inserida nas memórias de Júkov como um contra-argumento à sua teoria de que Stalin não participou do desfile porque considerou os resultados da guerra indignos do esforço investido pelos soviéticos. Suvorov aponta várias inconsistências na história de Júkov, e apresenta  evidências de que desde o princípio planejou-se que Júkov liderasse o desfile. Por exemplo, as memórias de Sergei Chtemenko, o homem responsável pela preparação do desfile, afirmam que os papéis foram decididos desde o início, e Igor Bobylev, que participou dos preparativos do desfile, afirma que Stalin nunca visitou o local onde ocorreram os ensaios do desfile. Outra parte planejada do desfile foi a marcha da Bandeira da Vitória, que foi entregue a Moscou de Berlim em 20 de junho e deveria iniciar a marcha das tropas. Entretanto, o fraco treinamento de exercícios de Mikhail Egorov, Meliton Kantaria e Stepan Neustroev forçou o Júkov a não prosseguir com esta parte do desfile. Além disso, na frente, Neustroev recebeu cinco ferimentos e machucou as pernas. Por decisão de Júkov, nenhum outro porta-estandarte foi nomeado, e os heróis de guerra receberam convites para subir ao pódio. A Bandeira da Vitória foi transferida para o Museu das Forças Armadas para guarda. Em 1965, o Coronel Konstantin Samsonov, acompanhado por Egorov e Kantaria, carregou a Bandeira na Praça Vermelha pela primeira vez.

## O desfile

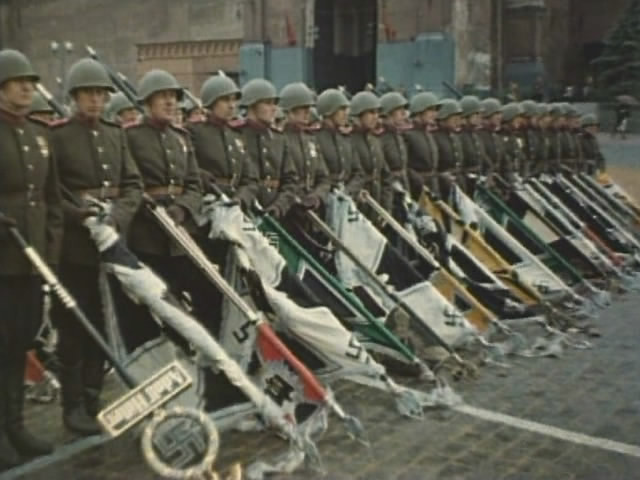
Soldados da NKVD carregando os estandartes alemães; o bastão do LSSAH é o primeiro da esquerda para a direita.

Exibições dos veículos do Exército Vermelho foram alguns dos pontos altos da cerimônia. Foi uma das poucas ocasiões em que os cossacos participaram de um desfile de vitória, com pessoal do 4º Corpo de Cavalaria dos Cossacos da Guarda participando da procissão de tropas como parte do regimento combinado da 2ª Frente Ucraniana. Um dos momentos mais famosos no final do desfile de tropas ocorreu quando vários soldados do NKVD carregando bandeiras da Alemanha nazista jogaram-nas ao lado do mausoléu. Um dos estandartes descartados pertencia à 1ª Divisão SS Leibstandarte SS Adolf Hitler, o corpo de guardas-costas de Hitler.
Das memórias do General Sergei Shtemenko
Os regimentos combinados trouxeram consigo uma grande quantidade de estandartes das unidades e formações hitleristas derrotadas, incluindo até mesmo o estandarte pessoal de Hitler. Não fazia sentido levá-los todos para a Praça Vermelha. Apenas duzentas peças foram selecionadas. As relíquias de combate inimigas deveriam ser transportadas por uma companhia especialmente designada. Eles concordaram que ela os carregaria em um ângulo, quase tocando o chão com os panos, e então, ao som de dezenas de tambores, os jogaria aos pés do Mausoléu de Lenin... Aos pés do Mausoléu em plataformas de madeira, para que seu toque não profanasse os paralelepípedos sagrados da Praça Vermelha.

No dia seguinte, uma recepção foi realizada no Grande Palácio do Kremlin em homenagem aos participantes do Desfile da Vitória. Devido ao mau tempo naquele dia, o desfile aéreo e a parada civil foram cancelados. No entanto, este desfile de duas horas continua a ser a maior e mais longa parada militar a ter ocorrido na Praça Vermelha, e envolveu 40.000 soldados e 1.850 veículos e equipamentos militares.
Bandeiras e estandartes alemães nos pés do Mausoléu
A marcha dos regimentos combinados foi completada por uma coluna de soldados que carregavam 200 bandeiras e estandartes abaixados das unidades alemãs derrotadas. Estas bandeiras, ao som de 80 tambores, foram atiradas aos pés do Mausoléu. Bandeiras alemãs do modelo de 1935 foram coletadas por equipes capturadas da SMERSH em maio de 1945. O padrão LSSAH desmontado também era do antigo modelo de 1935 (atualmente, sua bandeira está armazenada separadamente no arquivo do FSB ). Entre as bandeiras estavam quase duas dúzias de Kaiser, a maioria de cavalaria, bem como bandeiras do NSDAP, da Juventude Hitlerista, da Frente Trabalhista e outras (todas elas estão guardadas no Museu Central das Forças Armadas ). O primeiro padrão da 1ª Divisão Panzer SS "Leibstandarte SS Adolf Hitler" foi lançado por Fiódor Legkoshkur. A companhia que lançou as faixas incluía soldados do 3º Regimento da Divisão Felix Dzerjinski. A cerimônia foi comandada pelo Tenente Sênior Dmitri Vovk.
Das mais de 900 bandeiras e estandartes das unidades alemãs, cerca de 500 dessas bandeiras foram mantidas no Museu Central do Exército Vermelho. Mais de 100 deles foram devolvidos à RDA nas décadas de 1950 e 1960. Várias dezenas de faixas foram então parar a museus na Bulgária e na Polônia e, na década de 1990, outras dez foram doadas a um museu americano.
Não se sabe exatamente quem teve a ideia de jogar bandeiras aos pés do Mausoléu; segundo o General Chtemenko, a ideia de bandeiras e estandartes foi sugerida por Stalin, que disse que elas deveriam ser levadas para o desfile e jogadas aos pés dos vencedores. De acordo com outra versão, que A. P. Chudakov citou em seu livro “A escuridão cai sobre os velhos degraus”, o acadêmico E.V. Tarle propôs atirar bandeiras alemãs no Mausoléu, citando o exemplo dos generais romanos.
Mitos
Existem vários mitos associados a este episódio na consciência de massa moderna:
- Segundo um mito, os porta-estandartes usavam luvas de couro para enfatizar seu desdém pelas bandeiras fascistas[17] No entanto, os noticiários e as fotografias mostram que quase todos os participantes do desfile usavam luvas, incluindo aqueles que carregavam bandeiras soviéticas.[18][19][20]
- Segundo outro mito, as faixas foram atiradas sobre plataformas de madeira[17] para não profanar a Praça Vermelha, mas na realidade foram atiradas sobre áreas de asfalto.[21][18]
- Segundo o terceiro mito, após o término do desfile, as luvas dos porta-estandartes e os referidos palanques (em algumas fontes, até as próprias bandeiras) eram queimadas fora da cidade,[17] porém, não há confirmação disso.[21]
- De acordo com o quarto mito, entre outras bandeiras (frequentemente é dito que a última) a ser lançada estava a bandeira do exército de Andrei Vlasov, que coincide com a moderna bandeira nacional da Rússia, como resultado do qual são feitos argumentos contra o uso da bandeira russa em desfiles modernos em 9 de maio. No entanto, não havia nenhuma bandeira “Vlasov” entre as faixas capturadas na praça.[21]

Bandas presentes e música
A passagem de tropas e veículos teve acompanhamento musical fornecido pelas bandas reunidas da Guarnição de Moscou, lideradas pelo Major-general Semion Tchernetski, Diretor Sênior de Música. A banda combinada consistia em 38 bandas militares vindas de escolas militares de Moscou, bem como unidades militares do Exército Vermelho e do NKVD. A banda combinada contava com 1.220 músicos sob a direção de 50 maestros. No total, o desfile contou com a participação de 1.313 músicos, o mais novo tinha 13 anos.
O repertório do desfile foi finalizado para aprovação em 5 de junho de 1945. A lista final incluiu 36 faixas, incluindo o hino soviético, fanfarras e marchas lentas. Vinte obras que foram executadas no desfile foram escritas pelo próprio Tchernetski A parte de inspeção do desfile começou com a Marcha Lenta do Jubileu de Tchernetski "25 Anos do Exército Vermelho" e terminou com a apresentação de Slavsya. A primeira música após a conclusão da inspeção foi a fanfarra cerimonial de Moscou sob a direção do maestro Vasily Agapkin. O desfile foi aberto pelos jovens bateristas do Corpo de Tambores da Escola de Músicos de Moscou , vestindo uniformes semelhantes aos da Escola Militar Suvorov de Moscou e liderados por um maestro, que depois de marchar logo tomou seu lugar atrás das bandas reunidas para fornecer apoio adicional. O desfile terminou com a marcha Glória à Pátria. Marchas adicionais incluíram a Marcha Jaeger, a Marcha do 92º Regimento Pechersk, a Marcha das Divisões de Guardas de Leningrado, a Marcha "Alegria da Vitória" e a Marcha "Herói".
Fogos de artifício
Na noite de 24 de junho o tempo melhorou. As iluminações festivas foram acesas, Moscou foi cercada por cinco anéis de holofotes: o primeiro ao redor do Kremlin, o segundo ao longo do Anel dos Boulevards, o terceiro ao longo do Anel de Jardins, o quarto ao longo das estações de trem e o quinto ao longo do Anel Ferroviário. Às 23 horas, foram lançados 20 mil foguetes de cem balões levantados por artilheiros antiaéreos e foi deflagrado um espetáculo de fogos de artifício no solo. No final da celebração, foi iluminada no céu uma faixa com a imagem da Ordem da Vitória.
Agradecimentos especiais de Stalin aos organizadores do feriado
Realizado em 24 de junho deste ano. O Desfile da Vitória do exército ativo, da Marinha e de unidades da guarnição de Moscou demonstrou boa organização, coerência e treinamento de exercícios de todas as tropas participantes do desfile. Expresso a minha gratidão aos marechais, generais, oficiais, sargentos e soldados que participaram no Desfile da Vitória. 

## Filmagem
O Desfile da Vitória é o tema de um documentário de mesmo nome, filmado em 1945. Tornou-se um dos primeiros filmes coloridos da URSS; a passagem foi gravada em filme colorido alemão capturado, que foi planejado para ser editado e dublado em Berlim, a fim de acelerar o lançamento de uma versão colorida do filme. O Estúdio Central de Documentários também criou uma versão em preto e branco. O evento foi filmado por mais de 100 cinegrafistas e fotojornalistas, muitos dos quais estavam envolvidos em filmagens de linha de frente. Os operadores de câmera foram posicionados nos principais pontos de observação da Praça Vermelha e dos edifícios próximos.
Os cinegrafistas não sabiam que estavam planejando jogar bandeiras alemãs, e essa cena acabou no filme por acidente. Algumas das filmagens estavam com defeito devido à chuva. O filme "Desfile da Vitória" foi apresentado a Stalin uma semana depois, numa exibição fechada no Kremlin. O filme finalizado foi exibido em todo o país.
Os registros originais são armazenados no RGAKFD. Em 2004, o filme foi restaurado (os danos mecânicos foram removidos, a cor foi restaurada) e uma cópia foi lançada em novo filme. A versão digital completa do desfile foi exibida pela primeira vez em 9 de maio de 2020 no canal de TV Pobeda. Ela foi dublada por Igor Kirillov, Anna Shatilova e Dina Grigorieva.

## Outros desfiles de 1945
Em 1945, além da procissão cerimonial principal em 24 de junho, mais quatro desfiles foram realizados. A primeira foi a passagem das tropas soviéticas em 4 de maio de 1945 pelo Portão de Brandemburgo e pelo Reichstag, que foram recebidas pelo comandante militar de Berlim, Coronel-general Nikolai Berzarin. O segundo desfile de Berlim ocorreu em 7 de setembro, por sugestão de Gueorgui Júkov, com tropas aliadas marchando na praça perto do Portão de Brandemburgo em homenagem à rendição do Japão e ao fim da Segunda Guerra Mundial. Cada nação aliada era representada por um regimento combinado de cerca de mil homens e unidades blindadas. A Força Aérea e a Marinha não participaram do desfile. Além de Júkov, o desfile foi revisto pelo general americano Dwight Eisenhower, pelo marechal de campo britânico Bernard Montgomery e pelo general francês Jean de Tassigny.
O terceiro desfile militar das tropas soviéticas ocorreu em 16 de setembro em Harbin, China, e também foi dedicado à vitória sobre o Japão. Os militares partiram em uniforme de campanha e a coluna foi fechada por tanques e canhões autopropulsados. O desfile do Extremo Oriente foi comandado pelo Tenente-general de Artilharia Konstantin Kazakov e recebido pelo Coronel-general Afanasy Beloborodov.
A primeira marcha pacífica do pós-guerra foi realizada em 12 de agosto de 1945 na Praça Vermelha ─ o desfile de atletas , também dedicado à vitória na guerra. O evento teve um importante significado ideológico; a imprensa estrangeira relatou que havia muitos mendigos e inválidos em Moscou e que o sistema de racionamento ainda não havia sido suspenso. A liderança soviética procurou inspirar o povo e demonstrar que ainda havia muitas pessoas fortes e saudáveis no país, prontas para reconstruí-lo a partir das ruínas. O desfile esportivo contou com 25.000 participantes de 16 repúblicas da união; pessoas de alta estatura, com constituição atlética e aparência atraente foram selecionadas. Atletas que tinham o título de Herói da União Soviética competiam em uma coluna separada; trajes brancos especiais, bonés e sapatos baixos eram feitos para eles. O programa de esportes e ginástica do evento foi elaborado para 4 horas e 20 minutos. Dwight Eisenhower, seu filho, o tenente John Eisenhower, e o embaixador dos EUA na URSS, Averell Harriman, foram convidados ao pódio. Foi também realizado um documentário sobre este desfile.
Das memórias do general e presidente dos EUA Dwight Eisenhower
Ficamos nas arquibancadas do mausoléu por cinco horas enquanto a apresentação esportiva continuava. Nenhum de nós jamais tinha visto algo remotamente parecido com esse espetáculo. Os artistas estavam vestidos com trajes coloridos, e milhares dessas pessoas executavam movimentos em um único ritmo. Danças folclóricas, números acrobáticos e exercícios de ginástica foram executados com precisão impecável e, obviamente, com o maior entusiasmo. A orquestra, que se diz ser composta por mil músicos, tocou continuamente durante as cinco horas de apresentação.

## Participantes do desfile
- Marechal da União Soviética Gueorgui Júkov (inspetor de desfile)
- Marechal da União Soviética Konstantin Rokossovski (comandante do desfile)
- Bandas militares:
  - Bandas militares em massa do Distrito Militar de Moscou
    - Maestro: Major-general Semion Tchernetski, Diretor Sênior de Música da Orquestra Militar Central do Comissariado do Povo para a Defesa Nacional

  - Escola de Música Militar de Moscou A. Surovov Corpo de Tambores

### Coluna de infantaria
Frentes do Exército Soviético, Marinha, Força Aérea do Exército e Forças de Defesa Aérea compostas por:
- Oficiais e pessoal das Tropas Terrestres e da Força Aérea das:
  - Frente da Carélia ─ liderado pelos comandantes regimentais Major-general Grigory Kalinovski e Marechal Kirill Meretskov
  - Frente de Leningrado ─ liderado pelos comandantes do regimento, Major-general Andrei Stuchenko e Marechal Leonid Govorov
  - 1ª Frente Báltica ─ liderado pelos Comandantes Regimentais da Guarda, Tenente-general Anton Lopatin e General do Exército Ivan Bagramyan
  - 1ª Frente Bielorrussa ─ liderado pelos Comandantes Regimentais Major-general Ivan Rosly e Coronel-general Vasili Chuikov
  - 2ª Frente Bielorrussa ─ liderado pelos comandantes regimentais Tenente-general Konstantin Erastov e General do Exército Vasily Sokolovski
  - 3ª Frente Bielorrussa ─ liderado pelo Comandante Regimental Marechal Aleksandr Vasilevski
  - 1ª Companhia de Guardas de Honra do Exército Polonês ─ liderada pelo Chefe do Estado-Maior do Exército, General Władysław Korczyc (o único esquadrão do exército estrangeiro convidado para o desfile)
  - 1ª Frente Ucraniana ─ liderado pelos Comandantes Regimentais Major-general Gleb Baklanov e Marechal Ivan Konev
  - 4ª Frente Ucraniana ─ liderado pelos Comandantes Regimentais da Guarda Tenente-general Andrei Bondarev e Marechal Fiódor Tolbukhin
  - 2ª Frente Ucraniana ─ liderado pelos comandantes regimentais Tenente-general Ivan Afonin e General do Exército Andrei Yeremenko
  - 3ª Frente Ucraniana ─ liderado pelos Comandantes Regimentais da Guarda, Major-general Nikolai Biryukov e Marechal Rodion Malinovski, e pelo Comandante do 1º Exército Búlgaro, Tenente-general Vladimir Stoychev

- Pessoal das forças terrestres, da aviação da Marinha Soviética, sob o comando do comandante do contingente da Marinha, vice-almirante Vladimir Fadeev
  - Frota do Norte
  - Frota do Báltico
  - Flotilha do Dnipro
  - Flotilha do Danúbio
  - Flotilha do Cáspio
  - Frota do Mar Negro
  - Infantaria Naval
  - Forças Costeiras (incluindo artilharia naval)
  - Batalhão combinado do Corpo de Cadetes, Colégio Naval M. V. Frunze e Academia Naval de Engenharia
- Regimento de eliminação de bandeiras da 1ª Divisão de Tropas Internas da URSS NKVD "Felix Dzerjinski" composto por estandartes e cores inimigas capturados e transportados pelas frentes
- O Major-general Mikhail Duka foi encarregado de transportar a chave simbólica da cidade derrotada de Berlim [42]

- Distrito Militar de Moscou, Forças Armadas da União Soviética contingente sob a guarnição e comandante distrital Coronel-general Pavel Artemyev
  - Escolas e Academias Militares Divisão Conjunta Combinada
    - Oficiais e outras patentes do Comissariado do Povo para a Defesa
    - Academia Militar M. V. Frunze
    - Escola Militar Suvorov
    - Escola de Serviço de Tropas Blindadas Militares
    - Academia de Engenharia Militar
    - Escola de Artilharia Militar F. Dzerjinski
    - Academia Militar-Política Lenin
    - Academia de Engenharia da Força Aérea
    - Colégio Superior de Proteção de Fronteira Soviética da Cidade de Moscou
    - Escola de Treinamento de Infantaria Militar de Moscou
    - Escola de treinamento de morteiros de guardas
    - Escola de candidatos a oficiais das tropas aerotransportadas
    - Escola de Oficiais das Forças Técnicas

  - Unidades de Infantaria
    - Regimento do Kremlin
    - OMSDON 1ª Divisão de Fuzileiros Mecanizados das Tropas Internas do NKVD (Serviços Especiais) "Felix Dzerjinski"
    - 2ª Divisão de Tropas Internas do NKVD

  - Serviço de Proteção e Segurança de Fronteiras do NKVD
  - Unidades K-9 (engenharia, tropas médicas, antitanque)

### Coluna montada
- Regimentos de cavalaria do exército na área de Moscou
- Artilharia a Cavalo do Exército
  - M1927
  - M1909
  - Obus de 152 mm M1909/30
  - Obus de 122 mm M1910/30 (também usado pela artilharia regular)
- Batalhão Tachanka

### Coluna móvel
- Forças de Defesa Aérea Soviética
  - Armas antiaéreas (rebocadas e montadas em caminhões)
    - 72-K
    - 61-K
    - 52-K

  - Caminhões de holofotes
  - Telêmetros acústicos
- Forças de Foguetes do Exército e Artilharia de Campanha
  - Argamassas
    - Morteiro 160mm M1943
    - Morteiro 120-PM-43

  - Canhões de campanha
    - Canhão divisional de 76 mm M1942 (ZiS-3)
    - Canhão de campanha de 100 mm M1944 (BS-3)
    - Canhão divisional de 76 mm M1936 (F-22)
    - Canhão regimental de 76 mm M1943
    - Canhão divisional de 85 mm D-44

  - Canhões antitanque
    - 53-K
    - M-42
    - ZiS-2

  - Canhões de montanha
    - Canhão de montanha de 76 mm M1938 (também usado pela Força Aerotransportada)

  - Lançadores de foguetes Katyusha das Forças de Foguetes do Exército e Artilharia
    - BM-8
    - BM-13
    - BM-30/BM-31

  - Obuses
    - D-1
    - M-10
    - ML-20
    - M-30
    - B-4
    - A-19
    - Canhão de 152 mm M1935 (Br-2)
    - Obus de 203 mm M1931 (B-4)
    - Obus de 122 mm M1910/30
- Infantaria do Exército ─ regimento conjunto de formações de infantaria motorizada
  - Motocicletas Dnipro M-72
  - Carros blindados BA-64
  - BA-20
- Forças Aerotransportadas do Exército
- Contingente das Forças de Tanques do Exército
  - T-34
  - T-34-85
  - IS-2
  - T-44
  - T-70
- Contingente de artilharia autopropulsada do Exército
  - SU-76
  - SU-100
  - SU-152
  - ISU-152
  - ISU-122
  - SU-85
  - SU-122

## Legado

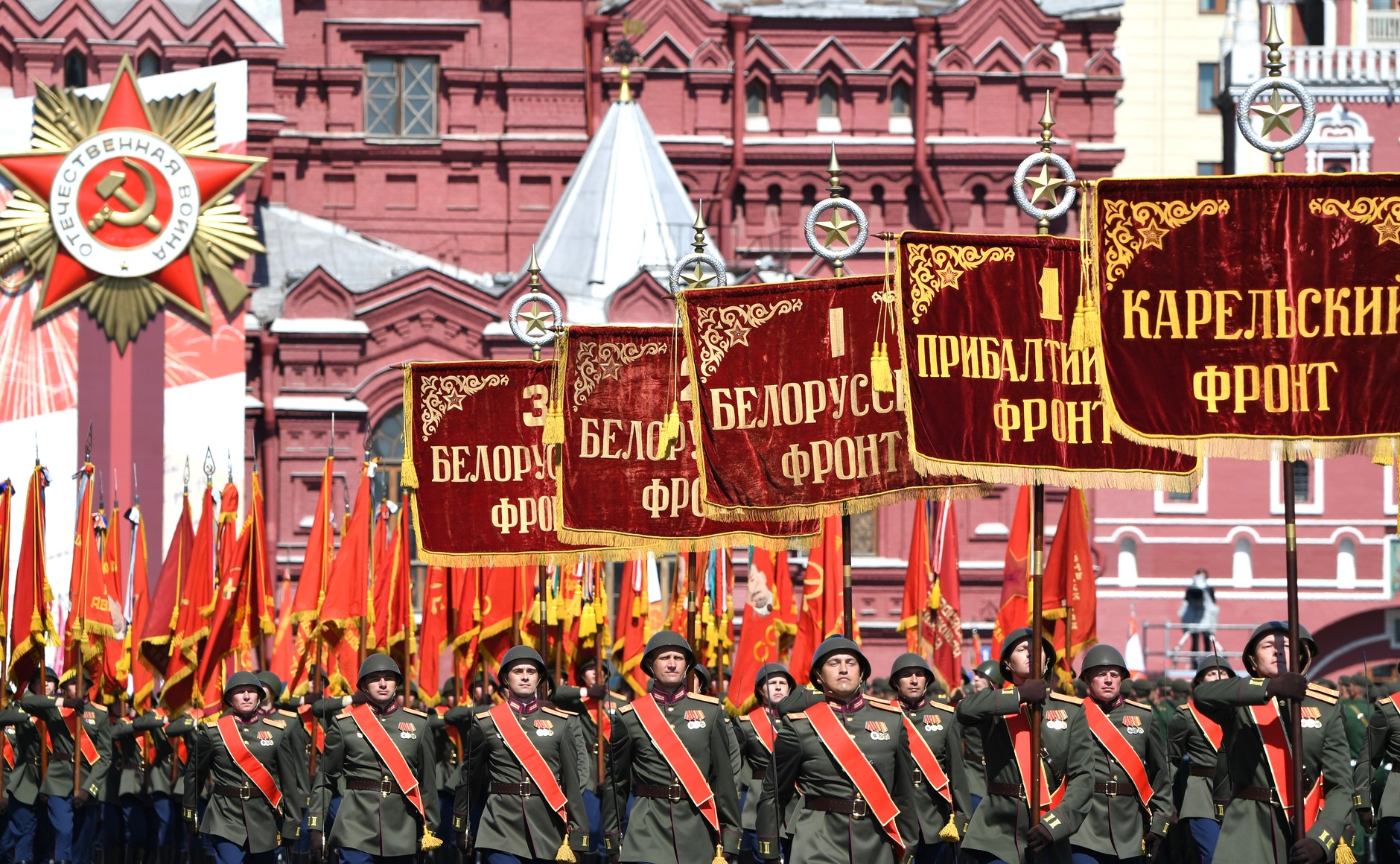
A parte histórica do desfile de 2020 com uniformes que remontam ao desfile de 1945.

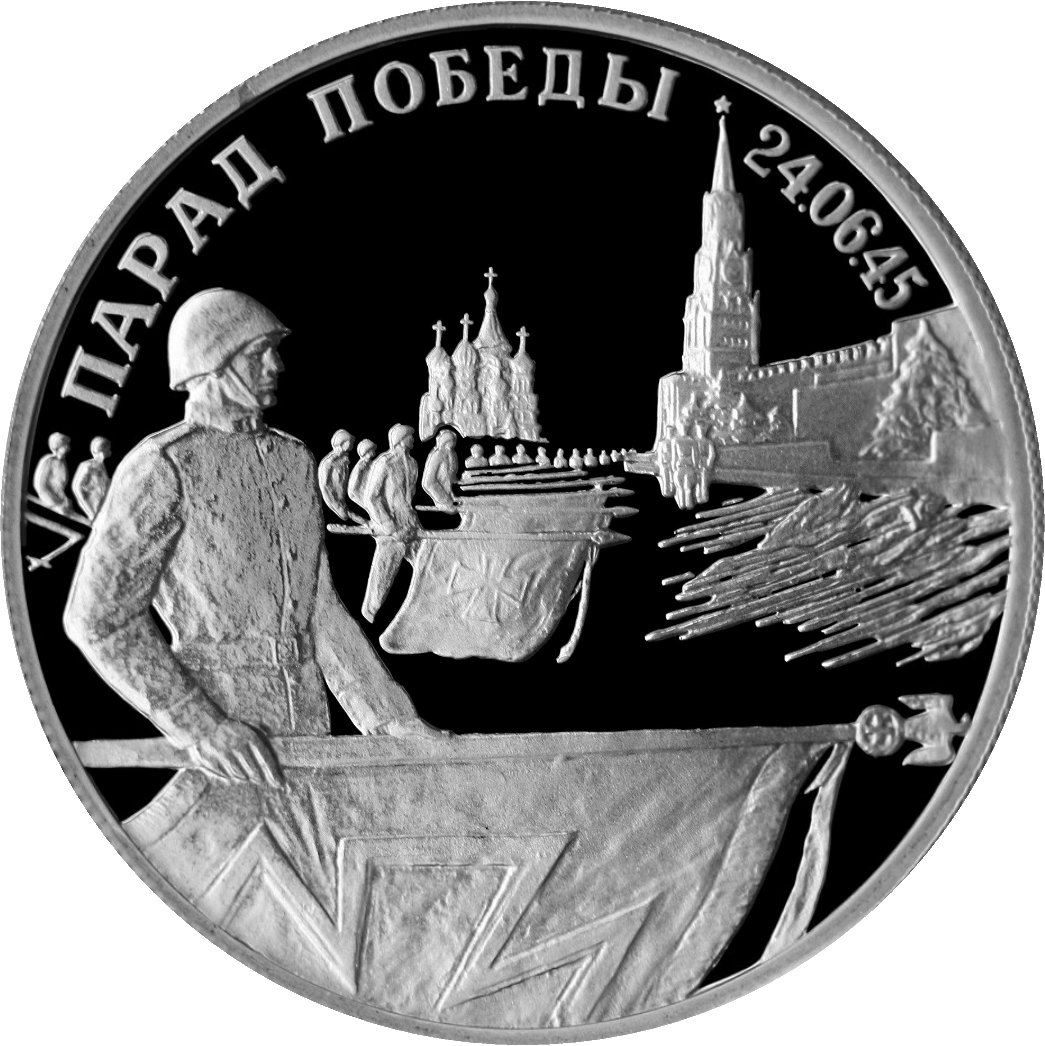
Moeda do Banco da Rússia da série "Grande Guerra Patriótica", feita para o 50º aniversário da Vitória em 1995

- Fora do desfile de 1945, o único desfile realizado em 24 de junho foi em 2020 em homenagem ao 75º aniversário da vitória.[43][44] Elementos do desfile de 1945 foram incluídos no desfile de 2020, sendo o mais notável as bandas tocando a Marcha Lenta do Jubileu "25 Anos do Exército Vermelho" no início da fase de inspeção.[24]
- Uma estátua de Júkov em seu cavalo de desfile está localizada perto do Museu Histórico do Estado na Praça Manejnaya.[45] Houve um debate original sobre onde colocar a estátua, com muitos dizendo que ela deveria ser localizada no local do desfile, a Praça Vermelha.[46]
- Durante o Desfile do Dia da Vitória de Moscou de 2010, o contingente do Turcomenistão, a pedido do governo do Turcomenistão, foi liderado por um oficial montado a cavalo, sendo o cavalo descendente do cavalo usado durante o desfile de 1945.[47]
- Em 2008, durante as celebrações do Dia da Independência da Ossétia do Sul, o desfile militar anual em Tsequinváli viu bandeiras georgianas serem atiradas ao chão por milicianos da Ossétia do Sul, assemelhando-se a como os soldados soviéticos atiraram bandeiras alemãs na Praça Vermelha durante o desfile de 1945.[48]
- Em 2020, durante um Desfile da Vitória na capital da Ossétia do Sul, Tsequinváli, uma equipe equestre do FSB russo participou, com as fileiras equestres sendo lideradas por um oficial em um garanhão chamado Brilliant, um descendente direto de Ídolo.[49]
- No Desfile do Dia da Vitória de Moscou de 2017, os oficiais usaram a nova túnica de colarinho alto pela primeira vez, que deveria se assemelhar aos uniformes do corpo de oficiais no Desfile dos Vencedores de 1945.[50] No desfile de 2020, o contingente mongol usou uma versão modificada desses uniformes[51] e mais tarde naquele ano, oficiais do Exército Popular Coreano usaram uniformes baseados nos usados no desfile de 1945 em um desfile militar na Praça Kim Il-sung.[52]
- Na cidade cazaque de Almati, há uma rua perto da Avenida Abay chamada Rua 24 de junho, nomeada em homenagem ao primeiro Desfile da Vitória.[53]
- Em 21 de abril de 1995, o Banco da Rússia emitiu uma moeda comemorativa “DESFILE DA VITÓRIA 24.06.45” com um valor facial de 2 rublos.[54]

### Obras citadas
- Черток, М. (2015). «Музыка парада победы». Музыкальная Академия (2): 1–5
- compilado por E.V. Lebedinskaya (2015). «Хрестоматия по истории Великой Отечественной войны». DirectMedia. Хрестоматия по истории Великой Отечественной войны: 278